# Dashi (köpinghuvudort i Kina, Liaoning Sheng, lat 41,77, long 121,77)
Dashi (kinesiska: 大市, 大市镇) är en köpinghuvudort i Kina. Den ligger i provinsen Liaoning, i den nordöstra delen av landet, omkring 140 kilometer väster om provinshuvudstaden Shenyang. Antalet invånare är 11 329. Befolkningen består av 5 422 kvinnor och 5 907 män. Barn under 15 år utgör 12,0 %, vuxna 15-64 år 76 %, och äldre över 65 år 10,0 %.
Runt Dashi är det tätbefolkat, med 297 invånare per kvadratkilometer. Närmaste större samhälle är Beizhen, 19,9 km söder om Dashi. Trakten runt Dashi består till största delen av jordbruksmark.
Genomsnittlig årsnederbörd är 756 millimeter. Den regnigaste månaden är juli, med i genomsnitt 187 mm nederbörd, och den torraste är januari, med 5 mm nederbörd.